# ケリー・モナコ
ケリー・モナコ（Kelly Monaco、1976年5月23日 - ）はアメリカ合衆国のモデル。
ペンシルベニア州フィラデルフィア出身。